# Sidney Webster
Sidney Norman Webster (Walsall, 9 marzo 1900 – 5 aprile 1984) è stato un aviatore e militare britannico, vincitore dell'edizione della Coppa Schneider tenutasi a Venezia, Italia, nel settembre 1927.

## Biografia
Nacque al numero 41 di Borneo Street, Walsall, il 9 marzo 1900. Frequentò la Chuckery Senior School (1911-1914) e poi la Butts School. 
Ottimo sportivo, giocò a calcio per il team della Walsall Schoolboy Association e fu capitano della Chuckery School First XI, e anche a cricket per Walsall. Lasciò la scuola poco prima dell'inizio della prima guerra mondiale, lavorando dapprima come impiegato nelle ferrovie, e poi come impiegato presso l'ufficio del procuratore legale S.E. Loxton. Il 1 aprile 1918 ai arruolò nella Royal Air Force, e dopo sei mesi di duro addestramento, il 27 settembre fu nominato ufficiale, con il grado di 2nd Lieutenant (Pilot). Il suo primo tour incarico fu, come ufficiale pilota, in India, dove nel 1922 gli fu conferita l'Air Force Cross per un volo record di durata. Ritornato in Inghilterra divenne un pilota collaudatore presso il Marine Aircraft Experimental Establishment. Il 21 maggio 1924 fu promosso flight lieutenant, e nell'aprile 1927 fu selezionato per lo High Speed Flight formato a Felixstowe in vista della partecipazione all'edizione della Coppa Schneider che si teneva a Venezia, Italia, nel mese di settembre.  Assegnato come pilota ad uno dei moderni idrovolanti monoplani Supermarine S.5 progettato da R.J. Mitchell, vinse la competizione, davanti a 200.000 spettatori, percorrendo il percorso ad una velocità media di 453,200 km/h (273,01 mph), con il record sul giro più veloce di 281,54 mph. Per questo fatto ebbe la bar sulla sua Air Force Cross, e al suo rientro in Gran Bretagna ricevette onori trionfali nella sua città natale, con una apposita parata avventa il 6 ottobre 1927.
Rimasto in servizio nella RAF, continuò la sua carriera militare divenendo in successione squadron leader, wing commander, group captain e air commodore tra gli anni trenta e quaranta del XX secolo. Distaccato presso il governo egiziano il 1 ottobre 1933, vi rimase fino al 28 agosto 1939. Durante la seconda guerra mondiale la sua grande esperienza come pilota collaudatore venne utilizzata nel ruolo di ufficiale di collegamento con l'Aircraft Manufacturing Group, e nel 1944 comandò il Marine Aircraft Experimental Establishment, che era stato trasferito a Helensburgh, in Scozia, per la durata del guerra.
Menzionato nei dispacci nel 1932 e nel 1945, il 1 gennaio 1946 fu nominato Cavaliere Commendatore dell'Ordine dell'Impero Britannico e ufficiale comandante della stazione aerea RAF di Hong Kong. In seguito, per due volte, fu comandante del Coastal Command. Divenuto Air Vice Marshal nel 1949, andò in pensione il 12 agosto 1950. Si spense il 5 aprile 1984.

### Annotazioni
1. ↑  Il sindaco della città, Joseph Leckie, lo ricevette in municipio, con una grande folla assiepata attorno alla strada che percorse a bordo di una limousine Daimler da Birmingham a Walsall, scortata dalla polizia e preceduta da una guardia d'onore dello Staffordshire Regiment. A Walsall migliaia di persone lo festeggiarono come un vero eroe, e gruppo di studentesse della Chuckery Senior lo accolse sventolavano la bandiera nazionale e tenendo in alto uno striscione con la scritta "Bravo! Vecchio Chuck.".

### Fonti
1. 1 2  Mancini 1936, p. 607.
2. 1 2 3 4 5 6 7  Theboroughblog.
3. 1 2 3 4 5 6 7  RAF Web.
4. ↑  (EN) The London Gazette (PDF), n. 32563, 31 dicembre 1921.
5. ↑   Obituaries, in Air Vice-Marshal S.N. Webster, The Times, n. 61802, 10 aprile 1984,  p. 16.
6. ↑  (EN) The London Gazette (PDF), n. 37407, 1º gennaio 1946.
7. ↑  (EN) The London Gazette (PDF), n. 33319, 11 ottobre 1927.